# Epibellowia pacifica
Epibellowia pacifica là một loài nhện trong họ Linyphiidae.
Loài này thuộc chi Epibellowia. Epibellowia pacifica được Kirill Yuryevich Eskov & Yuri M. Marusik miêu tả năm 1992.